# Acalypha stricta
Acalypha stricta é uma espécie de flor do gênero Acalypha, pertencente à família Euphorbiaceae.